# Cophophlebia trimeres
Cophophlebia trimeres là một loài bướm đêm trong họ Geometridae.